# Nuncjatura Apostolska w Gabonie
Nuncjatura Apostolska w Gabonie – misja dyplomatyczna Stolicy Apostolskiej w Republice Gabońskiej. Siedziba nuncjusza apostolskiego mieści się w Libreville.
Nuncjusz apostolski w Republice Gabońskiej akredytowany jest również w Republice Konga.

## Historia
W 1967 papież Paweł VI utworzył Nuncjaturę Apostolską w Gabonie.

## Nuncjusze apostolscy w Gabonie
do 1996 z tytułem pronuncjusza
- abp Luigi Poggi (1967–1969) Włoch; pronuncjusz apostolski w Republice Środkowoafrykańskiej
- abp Ernesto Gallina (1969–1971) Włoch; pronuncjusz apostolski w Kamerunie
- abp Jean Jadot (1971–1973) Belg; pronuncjusz apostolski w Kamerunie
- abp Luciano Storero (1973–1976) Włoch; pronuncjusz apostolski w Kamerunie
- abp Josip Uhač (1977–1981) Chorwat; pronuncjusz apostolski w Kamerunie
- abp Donato Squicciarini (1973–1976) Włoch; pronuncjusz apostolski w Kamerunie
- abp Santos Abril y Castelló (1989–1996) Hiszpan; pronuncjusz apostolski w Kamerunie
- abp Luigi Pezzuto (1996–1999) Włoch; także nuncjusz apostolski w Kongu
- abp Mario Roberto Cassari (1999–2004) Włoch; także nuncjusz apostolski w Kongu
- abp Andrés Carrascosa Coso (2004–2009) Hiszpan; także nuncjusz apostolski w Kongu
- abp Jan Pawłowski (2009–2015) Polak; także nuncjusz apostolski w Kongu
- abp Francisco Escalante Molina (2016–2021) Wenezuelczyk; także nuncjusz apostolski w Kongu
- abp Javier Herrera Corona (od 2022) Meksykanin; także nuncjusz apostolski w Kongu